# Dikken Zwilgmeyer
Hendrikke (Dikken) Barbara Daae Zwilgmeyer, född den 20 september 1853 i Risør, död den 28 februari 1913, var en norsk författare, till en början under pseudonymen Inger Johanne. 
Dikken Zwilgmeyer vann stor popularitet som författare av barnböcker, av vilka hon utgav ett tjugotal efter debuten med Vi børn 1891, vilken liksom en stor del av hennes böcker byggde på minnen från barndomsstaden. Hon skrev även några berättelser för vuxna. Sigrid Undset skrev hennes biografi i "Festskrift til William Nygaard" (1913).

## Verk (översatta till svenska)
- Inger Johannes barndom (översättning Hellen Lindgren, Gernandt, 1900)
- Ur en yrhättas dagbok: Karsten och jag, Glada dagar (översättning Hellen Lindgren, Gernandt, 1901)
- Fyra kusiner (Fire kusiner) (översättning Hellen Lindgren, Gernandt, 1902)
- Prästgårds-Annika (Annikken Prestgaren) (översättning Hellen Lindgren, Ljus, 1903)
- En vildbasare (översättning S. Wessman, Ljus, 1904)
- Paul och Lollik (Paul og Lollik) (översättning S. Wessman, Ljus, 1904)
- I fröken Lybecks flickpension (översättning S. Wessman, Ljus, 1905)
- Maja (Maja) (översättning S. Wessman, Ljus, 1906)
- Vi tre till fjälls (okänd översättare, Beijer, 1912)
- En yrhätta (översättning och omarbetning Kärstin Hellsten, Lindqvist, 1948)
- Flickan från fjorden (Maja) (översättning Kärstin Hellsten, Harrier, 1948)
- Yrhättan far till fjälls (omarb. av Kärstin Hellsten, Lindqvist, 1951)
- Paul och Lollik (Paul og Lollik) (översättning Ella Wilcke, Natur och kultur, 1964)